# Krzysztof Żyndul
Krzysztof Józef Żyndul (ur. 8 stycznia 1958 w Łodzi) – polski menedżer i urzędnik państwowy, były milicjant i policjant, doktor nauk społecznych, w 2005 podsekretarz stanu w Ministerstwie Skarbu Państwa.

## Życiorys
W 1986 ukończył Wyższą Szkołę Oficerską w Szczytnie. Absolwent Wydziału Prawa i Administracji Uniwersytetu Szczecińskiego (magister administracji z 1988) i École nationale des Inspectors supérieure de la Police de la Police Nationale we Francji (1990–1991). W latach 1981–1992 pracował w szczecińskiej Komendzie Wojewódzkiej Milicji, a następnie w Policji, gdzie pełnił funkcje inspektora wydziału kryminalnego, rzecznika prasowego oraz Naczelnika Wydziału Zabezpieczenia Miasta Szczecina. Odszedł ze służby bez prawa do emerytury w 1992 z powodu braku zmian strukturalnych w policji. W latach 2000–2003 odbywał studia doktoranckie na Wydziale Nauk Ekonomicznych i Zarządzania Uniwersytetu Szczecińskiego. W 2016 obronił na Akademii Humanistycznej im. Aleksandra Gieysztora w Pułtusku pracę doktorską z zakresu nauk politycznych pt. „Orientacja euroazjatycka w polityce Federacji Rosyjskiej”.
W latach 1996–1999 był dyrektorem szczecińskiego oddziału Invest Banku, następnie powołano go do zarządu Morskiego Portu Szczecin-Świnoujście jako członka zarządu ds. rozwoju i marketingu. Od 2002 kierował Zakładów Chemicznych Police. Wiosną 2004 został prezesem Nafty Polskiej, przygotowując m.in. konsolidację i wejście na giełdę Grupy Lotos. W sierpniu 2004 zasiadł w radzie nadzorczej PKN Orlen.
30 marca 2005 powołany na stanowisko wiceministra skarbu państwa, odpowiedzialnego za sektory naftowy, chemiczny, elektrotechniczny, górniczy i stoczniowy. Odwołany z funkcji 31 października 2005. Pracował następnie jako prezes Kompanii Spirytusowej „Wratislavia” wchodzącej w skład grupy Brasco Aleksandra Gudzowatego oraz jako doradca gospodarczy.